# Ulises Pivel Devoto
Ulises Pivel Devoto (* 1923 in Montevideo; † 27. September 1981) war ein uruguayischer Politiker.
Er entstammte der kinderreichen Ehe von Juan Pivel und Laura Devoto. Pivel Devoto gehörte der Partido Nacional an und vertrat im Parlament die Interessen der Lista 51 des Movimiento Popular Nacionalista. Dort saß er in der 37. Legislaturperiode zunächst als stellvertretender Abgeordneter für das Departamento Montevideo vom 3. November bis 13. Dezember 1955 in der Cámara de Representantes. In den beiden anschließenden Legislaturperioden war er sodann gewählter Abgeordneter vom 15. Februar 1959 bis zum 14. Februar 1967. In dieser Zeit repräsentierte er bis auf den Zeitraum vom 16. Juni 1959 bis zum 14. Februar 1963 erneut Montevideo. In der erwähnten Zwischenphase nahm er jedoch die Interessenvertretung Paysandús wahr. Im Rahmen seiner parlamentarischen Aktivität hatte er 1961 zudem die Kammerpräsidentschaft als Nachfolger Alejandro Zorrilla de San Martíns inne. Auf dieser Position löste ihn im Folgejahr Ciro Ciompi ab. Ferner stand Pivel Devoto, der mit Rosa Ziegler verheiratet war und die beiden Töchter Cristina und Claudia hatte, dem Instituto de Cultura Hispánica in Uruguay vor.